# Corybas papillatus
Corybas papillatus — вид рослин з родини зозулинцевих (Orchidaceae).

## Опис
Характеристики: пурпурувата квітка, заокруглена вершина спинного чашолистка, зовнішня поверхня спинного чашолистка вкрита неправильними сосочками у верхній половині, добре розвинені конічні шпори.

## Поширення
Вид зростає в Таїланді; на гумусі в тіні в гірській лісовій місцевості, ≈ 1700 метрів над рівнем моря.

## Етимологія
Видовий епітет papillatus натякає на неправильні сосочки у верхній частині спинної поверхні чашолистка.